# 荒木杏奈
荒木 杏奈（あらき あんな、1984年 - ）は、日本とカンボジアの不動産会社アンナアドバイザーズ株式会社（英文商号：Anna Advisors Co.,Ltd）の代表取締役。宅地建物取引士。東京都出身。

## 略歴
宅地建物取引士。1984年生まれ、東京都出身。
大手広告代理店セプテーニ（株）入社、その後SBIグループを経て2012年よりカンボジアの首都プノンペンの金融機関に勤務。2013年に独立し日本とカンボジアに拠点を持ち、国内・海外の国際不動産サービスを展開。
2015年 著書『東南アジア投資のラストリゾート カンボジア (黄金律新書)』を幻冬舎より出版。
2022年 著書『はじめての海外不動産投資』をクロスメディア・パブリッシングより出版。
令和の虎に虎として出演をしている。

## 人物
2005年、ネット広告代理店セプテーニ入社。
2011年、広告代理店SBIマーケティングへ転職。その後、カンボジアに渡って仕事をしていた元同僚のところへ旅行も兼ねて訪問したところ、活気あふれる魅力的な土地に魅せられ会社を退職、現地在住権を取得し移住した。日本とカンボジアの不動産投資の合弁会社に籍を置き、日本人向けに銀行・証券口座開設や進出支援、サービスアパートの建設などに携わる。また、異国ライフを満喫するとともに、自己資金で現地不動産投資を始める。
2012年、合弁会社の日本側企業の撤退で解散を余儀なくされるが、現地の投資環境の良さとカンボジアの成長を肌で感じていたことから、独立を決意。
2013年、合弁会社を引き継ぎ、新に金融・不動産投資コンサルティングなどを行う現地法人を設立。
2015年、東京に本社を設立し宅地建物取引業を取得。国内不動産・カンボジアなどの海外不動産や銀行口座開設のサポートを中心に、資産形成のコンサルティングを行う。
2021年、海外不動産投資・賃貸情報のポータルサイト Asset Ocean を開設。

## 著書
- 『東南アジア投資のラストリゾート カンボジア』 幻冬舎〈黄金律新書〉、2015年。ISBN 978-4344971462
- 『[はじめての海外不動産投資]』クロスメディア・パブリッシング、2022年